# Demak
Demak è una città situata in Giava Centrale, in Indonesia. Capitale/capoluogo della reggenza di Demak, fu anche capitale dell'omonimo sultanato di Demak, che fu per un breve tempo la maggior potenza nell'isola di Giava.
Demak confina a nord con Mijen a nord ed est, Wonosalam a est e sud, Karangtengah a sud e Bonand a ovest.
La città fu fondata alla fine del XV secolo da parte di un musulmano cinese di nome Cek Ko-po, sulla regione che sarebbe stata chiamata Pasisir. Il suo successore Trenggana intraprese l'espansione del regno ad est e ad ovest della regione, e la conseguente diffusione dell'Islam. Nel 1527, Demak conquistò a est due ex-territori Majapahit: il grande porto Tuban e l'ex-vassallo Kediri. Tuttavia, Blambangan nell'estremo oriente di Java sfuggì al controllo di Demak. Ad ovest, Demak prese Cirebon, già musulmano, sotto la sua protezione e nel 1526 conquistò Banten, un porto del regno indù sundanese di Pajajaran.

## Villaggi/sottodistretti
1. Bango
2. Betokan
3. Bintoro
4. Bolo
5. Cabean
6. Donorojo
7. Kadilangu
8. Kalicilik
9. Kalikondang
10. Karangmlati
11. Katonsari
12. Kedondong
13. Mangunjiwan
14. Mulyorejo
15. Raji
16. Sedo
17. Singorejo
18. Tempuran
19. Turirejo

## Clima
Demak possiede un tipico clima tropicale monsonico con piogge rare o moderate da maggio a ottobre, e pesanti o molto pesanti da novembre ad aprile.
| Demak                      | Mesi | Mesi | Mesi | Mesi | Mesi | Mesi | Mesi | Mesi | Mesi | Mesi | Mesi | Mesi | Stagioni | Stagioni | Stagioni | Stagioni | Anno  |
| Demak                      | Gen  | Feb  | Mar  | Apr  | Mag  | Giu  | Lug  | Ago  | Set  | Ott  | Nov  | Dic  | Inv      | Pri      | Est      | Aut      | Anno  |
| -------------------------- | ---- | ---- | ---- | ---- | ---- | ---- | ---- | ---- | ---- | ---- | ---- | ---- | -------- | -------- | -------- | -------- | ----- |
| T. max. media (°C)         | 30,8 | 30,7 | 31,0 | 32,0 | 32,0 | 32,2 | 32,5 | 33,4 | 34,2 | 34,2 | 33,2 | 31,9 | 31,1     | 31,7     | 32,7     | 33,9     | 32,3  |
| T. min. media (°C)         | 22,0 | 22,2 | 22,1 | 22,4 | 22,2 | 21,2 | 20,0 | 20,2 | 20,9 | 21,9 | 22,6 | 22,1 | 22,1     | 22,2     | 20,5     | 21,8     | 21,7  |
| Precipitazioni (mm)        | 471  | 360  | 276  | 191  | 121  | 64   | 45   | 40   | 54   | 122  | 216  | 332  | 1 163    | 588      | 149      | 392      | 2 292 |
| Umidità relativa media (%) | 89   | 89   | 88   | 86   | 82   | 75   | 67   | 62   | 60   | 67   | 81   | 88   | 88,7     | 85,3     | 68       | 69,3     | 77,8  |